# The Best of Shaquille O'Neal
The Best of Shaquille O'Neal es el primer álbum recopilatorio y tercero de todos del rapero/jugador de la NBA, Shaquille O'Neal.

## Información
El álbum fue lanzado el 12 de noviembre de 1996, días antes de su tercer álbum de estudio You Can't Stop the Reign, y fue su último para Jive Records. Debido a su fecha de lanzamiento, el álbum presenta canciones de sus dos primeros álbumes, Shaq Diesel y Shaq-Fu: Da Return.

## Lista de canciones
1. "I'm Outstanding"- 4:07
2. "Shoot Pass Slam"- 3:30
3. "What's Up Doc? (Can We Rock?)" feat. Fu-Schnickens- 3:53
4. "Biological Didn't Bother" [G-Funk Version]- 5:07
5. "Mic Check 1-2" feat. Ill Al Skratch- 3:47
6. "Where Ya At?" feat. Phife Dawg- 4:45
7. "(I Know I Got) Skillz" feat. Def Jef- 4:23
8. "No Hook" feat. RZA & Method Man- 3:17
9. "Boom!"- 3:00
10. "Newark to C.I." feat. Redman- 3:57
11. "My Style, My Stelo" feat. Erick Sermon & Redman- 3:41
12. "Biological Didn't Bother"- 4:38